# Josefina Delgado
Josefina Delgado nació en Buenos Aires, Argentina el 24 de marzo de 1942. Es Profesora de Letras, egresada de la Facultad de Filosofía y Letras de la Universidad de Buenos Aires. Fue Subsecretaria de Cultura del Gobierno de la Ciudad de Buenos Aires.
Ejerció la docencia en la Universidad de Morón y el Colegio Nacional de Buenos Aires.
De 1986 a 1989 y de, 1996 al año 2000 dirigió las Bibliotecas de la Municipalidad de Buenos Aires. En 1994 fue jurado de los Premios Konex en Letras. En 1998 fue invitada como miembro consejero por el Ministerio de Cultura de España al Encuentro de Bibliotecas Nacionales de Latinoamérica, realizado en Cartagena de Indias, Colombia. Y, en 1999 creó el coro Trilce que difunde obras corales de músicos sobre textos literarios.
En los años 2001 y 2002 fue Subdirectora de la Biblioteca Nacional. En esos años se realizó la catalogación del fondo histórico de la misma y la creación de la página web. Hasta febrero de 2003 representó a la Argentina en el Centro para la Promoción de la Lectura en América Latina y el Caribe (CERLALC) como miembro del comité ejecutivo. En los años de 2003 a 2007 dirigió el Centro de Documentación  del Teatro y la Danza del Complejo Teatral de Buenos Aires. Sobre los problemas que debería afrontar en su puesto en la Biblioteca Nacional dijo:

"hay colecciones muy importantes que no están microfilmadas. Por ello no se pueden consultar. Por ejemplo, la del diario La Opinión, para la cual se necesita un permiso especial".
Josefina Delgado antes de asumir como Subdirectora.

Entre sus actividades, en 2006 dirigió la "Colección de Protagonistas de la Cultura Argentina" publicadas por Editorial Alfaguara y el diario La Nación. Además ha dictado cursos sobre temas de la literatura española e iberoaméricana, así como de promoción de la lectura y de las bibliotecas. Ha participado en diferentes seminarios en el país y en el extranjero.

## Publicaciones
- "El marqués de Santillana, vida y obra". 1971
- "Escrito sobre Borges". Editorial Planeta, 1998. Buenos Aires.
- "Alfonsina Storni. Una biografía". Editorial Planeta, 2001. Buenos Aires. Con traducción al francés. ISBN 978-987-566-776-1
- "El bosque de los libros. Cómo leer y por qué". Editorial El Ateneo, 2002. Buenos Aires.
- "La lección del maestro en ¿Qué quieren las mujeres?". Editorial Lumen, 2004. Buenos Aires, compilación de Marcela Solá.
- "Salvadora. La dueña del diario Crítica". Editorial Sudamericana, 2005. Buenos Aires, Novela. ISBN 978-987-566-777-8
- "’Memorias Imperfectas’’”, Editorial Sudamericana, 2014. Buenos Aires, Autobiografía.